# Idionyx travancorensis
Idionyx travancorensis är en trollsländeart som beskrevs av Fraser 1931. Idionyx travancorensis ingår i släktet Idionyx och familjen skimmertrollsländor. IUCN kategoriserar arten globalt som otillräckligt studerad. Inga underarter finns listade i Catalogue of Life.